# Fiction Factory
Fiction Factory – brytyjski zespół, grający muzykę new wave, synth pop i disco.
Grupa istniała 4 lata i przez niektórych nazywana jest grupą jednego przeboju: (Feels Like) Heaven, który długo plasował się na szczytach list przebojów w połowie lat 80.
Zespół Fiction Factory reaktywował się specjalnie na Rewind Festiwal, który odbył się w miejscowości Perth w Szkocji 31 lipca 2011 roku. Na scenie pojawił się wokalista Kevin Patterson, gitarzysta Chic Medley a także klawiszowiec Eddie Jordan.

## Skład
- Kevin Patterson (ur. 5 Marca 1960) – wokal
- Chic Medley – gitara
- Graham McGregor – gitara basowa
- Eddie Jordan – instrumenty klawiszowe
- Mike Ogletree – perkusja (były członek Simple Minds)

## Dyskografia

### Albumy
- Throw The Warped Wheel Out (1984)
- Another Story (1985)

### Single
- (Feels Like) Heaven (1984; AT #20, CH #2, DE #10, UK #6)
- Ghost Of Love (1984; DE # 49, UK #64)
- All Or Nothing (1984)
- Not The Only One(1985)
- No Time (1985)